# Eine Landpartie (1936)
Eine Landpartie ist ein französischer Spielfilm von Jean Renoir, der 1936 gedreht, allerdings erst 1946 veröffentlicht wurde. Als Vorlage diente eine Novelle von Guy de Maupassant. Gleich drei Mitglieder der Familie Renoir wirkten am Film mit. Neben Renoir tritt auch seine Frau Marguerite in einer Nebenrolle auf. Zudem war sie auch am Schnitt beteiligt und der Neffe Claude Renoir fungierte als Kameramann.

## Handlung
Anfang der 1880er Jahre unternimmt eine Familie an einem Sommertag einen Ausflug aufs Land. Mit von der sonntäglichen Partie sind Madame und Monsieur Dufour, ihre Tochter Henriette und ihr Verlobter Anatole. Während sich die Männer dem Angeln widmen oder schlafen, lernen die beiden Frauen die beiden jungen Männer Henri und Rodolphe kennen. Diese laden Mutter und Tochter zu einem Bootsausflug ein. Auf einer einsamen Flussinsel kommt es zwischen den jungen Männern und den Damen der Familie zu einem Flirt. Ohne Zögern gibt sich die Mutter ihrem Liebhaber hin. Auch die Tochter empfindet zu ihrem Verehrer große Zuneigung. Zwei Jahre später, als Henriette längst verheiratet ist, kehrt sie an den Ort dieser Romanze zurück und trifft den Verehrer von einst. Sie gesteht ihm, dass sie immer noch an die Romanze von damals zurückdenkt.

## Kritik
„Une partie de campagne hat die literarische Vorlage mit viel Feingefühl nachgestaltet. Die Sonne, das Wasser, die Bäume scheinen fast sinnlich präsent; hier bewährte sich u. a. eine Kunst der »Landschaftsmalerei«, die Renoir später bei Le dejeuner sur l'herbe wiederholte. Doch auch die Atmosphäre ist die Maupassants.“

„Jean Renoirs meisterhafte Verfilmung einer Maupassant-Novelle mit all ihrer Melancholie und emotionalen Stärke, die meisterliche Bildgestaltung verleiht dem Film eine intensive impressionistische Kraft.“

„Eine Landpartie ist die bezaubernde Verfilmung einer Maupassant-Novelle, ein Werk, das ebenso wenig altern wird wie seine Vorlage. Für Freunde hoher Filmkunst [...] ein ungetrübter Genuß.“

## Hintergrund
Der Film entstand im Juli 1936, kurz nachdem in Frankreich die Volksfront-Regierung gewählt wurde. Als Regieassistenten wirkten die später selbst als Regisseure erfolgreichen Luchino Visconti, Jacques Becker und Yves Allégret am Film mit. Die Dreharbeiten wurden häufig unterbrochen, da das Wetter und die Lichtverhältnisse äußerst schwierig waren. Schließlich brach Renoir die Dreharbeiten ab und der Film blieb unvollendet. Erst 1946 entschied der Produzent Pierre Braunberger mit dem Einverständnis von Renoir, das vorhandene Filmmaterial zu einem 40-minütigen Film mit Zwischentiteln zusammenzuschneiden.
Die literarische Vorlage, die 1881 entstandene Novelle „Une Partie de campagne“ von Guy de Maupassant, spielt zu einer Zeit, in der Jean Renoirs Vater, der Maler Pierre-Auguste Renoir, allgemeine Anerkennung fand. Jean Renoir setzte den melancholischen Film „Eine Landpartie“ mit ähnlichen Mitteln der Beleuchtung und Bildgestaltung um, wie sie von Gemälden seines Vaters bekannt ist, der zur Zeit der Entstehung der Novelle häufig Flusslandschaften in der Umgebung von Paris im Stil des Impressionismus malte.